# Contessa Tagliapietra
Contessa Tagliapietra (Venezia, 1288 – Venezia, 1º novembre 1308) è stata una nobildonna italiana.

## Biografia

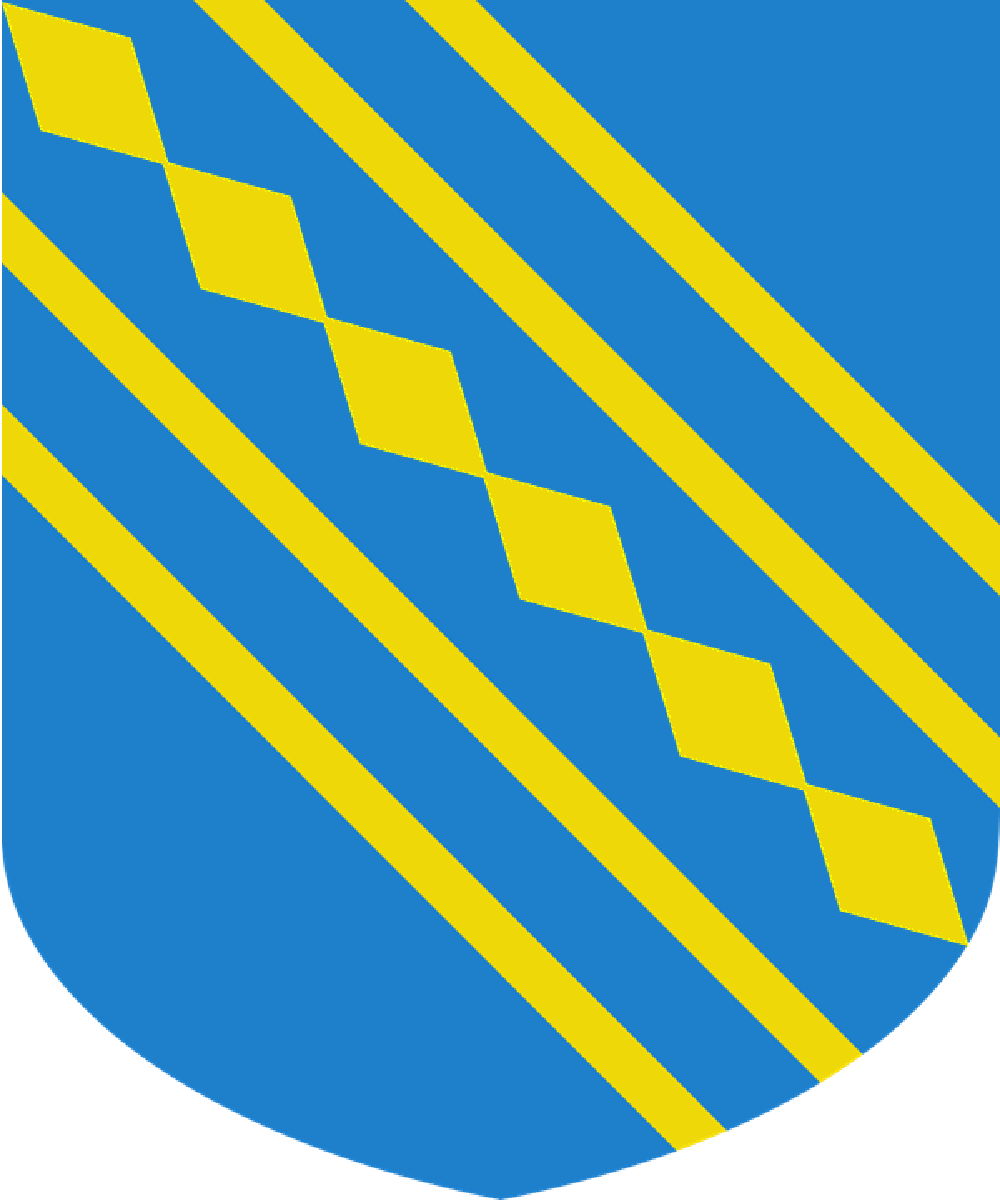
Stemma Tagliapietra

A lungo considerata beata dal popolo veneziano, sulla sua figura non esiste invero alcuna notizia certa. La tradizione la dice di famiglia patrizia, figlia di Pietro (o Nicolò) ed Elena, e sarebbe nata in campo San Vio dove abitò sino alla prematura scomparsa.
Giovane virtuosa, perennemente assorbita dalle preghiere e dalle penitenze, era solita frequentare la chiesa di San Maurizio che si trovava oltre il Canal Grande. Incontrò tuttavia la netta opposizione dei genitori, che forse speravano di maritarla, tanto che questi proibirono ai barcaioli ormeggiati sulla riva di san Vito di traghettarla al di là del canale. La leggenda ricorda come Contessa fosse comunque riuscita a raggiungere miracolosamente il luogo di culto camminando su un velo di lino steso sopra le acque.
Rifiutò sempre di sposarsi e morì dopo una lunga malattia appena ventenne.
Secondo Daniele Barbaro, la sua casa fu demolita nel 1354 "per far più bella veduta" al doge e alla sua consorte che si recavano annualmente a visitare la chiesa di San Vio.

## Culto
La beatificazione di Contessa Tagliapietra non fu mai riconosciuta dalla Chiesa. D'altra parte il patriarcato tollerava il suo culto e nel 1765 il patriarca Giovanni Bragadin chiese a papa Clemente XIII di ufficializzarlo, ma la richiesta fu ignorata. Fu infine il patriarca Giacomo Monico, nel corso di una visita pastorale, a sospenderne il culto, mancando una qualsiasi prova certa attorno alla sua esistenza.
Il corpo di Contessa Tagliapietra fu dapprima sepolto a San Vio, ma dai primi dell'Ottocento, essendo stata demolita la chiesa, si trova a San Maurizio. Richiamandosi al miracolo sopracitato, le madri veneziane erano solite far sedere i propri figli sul sepolcro della beata, credendo così di preservarli dal rischio di annegare nei canali della città.